# 小行星7764
小行星7764（英語：7764）是一颗围绕太阳公转的小行星。1991年1月7日，伊野田繁、浦田武在烏山町发现了此天体。
这颗小行星的绝对星等为269.752953099845等。